# 統計分布
統計分布(とうけいぶんぷ)とは、統計集団における分布をいう。統計分布には、カノニカル分布、グランドカノニカル分布、レイリー分布、ラプラス分布、ベータ分布、ウィッシャート分布、一様分布、ロジスティック分布、対数正規分布、パレート分布、ディリクレ分布、誤差分布、超幾何分布、フォン・ミーゼス分布、極値分布、切断ガンマ分布などがある。